# EAS-SAME en México
La tecnología SAME (Specific Area Message Encoding)  es un protocolo utilizado para la transmisión de distintos mensajes de emergencia desarrollado por la NOAA para utilizar en la radio de meteorológica de emergencias (NWR NOAA) y más tarde en el Sistema Nacional de Alertas (EAS) en Estados Unidos.

## Implementación en México
Con el fin de aumentar los medios de difusión del Sistema de Alerta Sísmica Mexicano (SASMEX) en 2008 se instalan 3 transmisores EAS-SAME en la Ciudad de México para retransmitir la señal de Alerta Sísmica mediante receptores instalados en escuelas y edificios gubernamentales.

### Problemática con la Alerta Sísmica
Un Sistema de Alerta Temprana para Sismos tiene particularidades con respecto a otros SAT. La propagación del fenómeno es muy rápida por lo que se requiere una rápida respuesta del Sistema, así como de los medios de difusión. 
Por el diseño del protocolo SAME, los receptores deben esperar a que toda la cadena del mensaje termine de emitirse para poder reaccionar ante la alerta. Esto tarda alrededor de 8 segundos por lo que se perdería, en promedio, 15% del tiempo de Alerta.

###### Formato de mensaje SAME emitido por Alerta Sísmica en la Ciudad de México
ZCZC-CIV-EQW-000000+0001-832326-XCMX/005
ZCZC-CIV-EQW-000000+0001-832326-XCMX/005
ZCZC-CIV-EQW-000000+0001-832326-XCMX/005
NNNN
NNNN

NNNN
Por este motivo, se buscó que los mensajes correspondientes a sismo (Código SAME EQW) se emitiera de manera más rápida en los transmisores y que los receptores tuvieran una respuesta inmediata al recibir la primera línea de código.

### Norma Técnica en la Ciudad de México
En la Ciudad de México se ha buscado que los receptores EAS-SAME cumplan con 3 características esenciales para un mayor aprovechamiento de la señal de Alerta Sísmica:
- Que reproduzcan el Audio Oficial diseñado para este fin
- Que reaccionen en menos de 5 segundos después de emitirse el aviso de Alerta Sísmica
- Que prioricen el mensaje de Alerta Sísmica sobre cualquier otro, incluso cuando exista un mensaje vigente

La Norma actual (febrero 2022) es la NT-SGIRPC-SDAS-001-2021 "Sistemas de Difusión Secundaria para el Alertamiento Sísmico".

#### Controversias con la certificación de receptores secundarios
En distintas ocasiones se ha reportado la protección que existe, por parte de la Secretaría de Gestión Integral de Riesgos y Protección Civil de la Ciudad de México para únicamente certificar los equipos comercializados por la empresa Mdreieck S.A. de C.V. por lo que los sujetos señalados en la Norma Técnica están obligados a comprar los receptores solo a esta empresa.
Esta situación también ha derivado en limitar la venta al público de estos receptores y un aumento exponencial en su precio

## Transmisores EAS-SAME instalados en México
Como parte de la difusión del Sistema de Alerta Sísmica Mexicano (SASMEX), se han instalado 12 transmisores EAS-SAME en México (a febrero de 2022).
| Entidad          | Nombre                 | Ubicación                                                                                  | Año de implementación | Frecuencia de transmisión | Zona de cobertura                                                                                        |
| ---------------- | ---------------------- | ------------------------------------------------------------------------------------------ | --------------------- | ------------------------- | --- |
| Ciudad de México | XCMX/005 CENAPRED      | Instalaciones del Centro Nacional de Prevención de Desastres al sur de la Ciudad de México | 2019                  | 162.400 Mhz               | - Zona Metropolitana del Valle de México (Ciudad de México + Municipios conurbados del Estado de México) |
| Ciudad de México | XCMX                   | Alcaldía Iztapalapa, Ciudad de México                                                      | 2017                  | 162.425 Mhz               | - Zona Metropolitana del Valle de México (Ciudad de México + Municipios conurbados del Estado de México) |
| Ciudad de México | XCMX/003 Teuhtli       | Volcán Teuhtli al sur de la Ciudad de México                                               | 2008                  | 162.450 Mhz               | - Zona Metropolitana del Valle de México (Ciudad de México + Municipios conurbados del Estado de México) |
| Ciudad de México | XCMX/004 Cuajimalpa    | Alcaldía Cuajimalpa, Ciudad de México                                                      | 2008                  | 162.500 Mhz               | - Zona Metropolitana del Valle de México (Ciudad de México + Municipios conurbados del Estado de México) |
| Ciudad de México | XCMX/005 Zacatenco     | Cerro Zacatenco al norte de la Ciudad de México                                            | 2008                  | 162.550 Mhz               | - Zona Metropolitana del Valle de México (Ciudad de México + Municipios conurbados del Estado de México) |
| Estado de México | XMEX/037 Las Palmas    | Municipio de Huixquilucan, Estado de México                                                | 2022                  | 162.525 Mhz               | - Zona Metropolitana de Valle de México + Toluca.                                                        |
| Oaxaca           | XOAX/067 TEPCO         | Oaxaca, Oaxaca                                                                             | 2012                  | 162.400 MHz               | - 67 municipios de Oaxaca                                                                                |
| Guerrero         | XGRO/001 Acapulco      | Cerro El Veladero, Guerrero                                                                | 2012                  | 162.400 MHz               | - 7 municipios de Guerrero                                                                               |
| Guerrero         | XGRO Chilpancingo      | Cerro Frontera, Guerrero                                                                   | 2012                  | 162.400 MHz               | - 4 municipios de Guerrero                                                                               |
| Michoacán        | XMCH/053 Las Flores    | Cerro de Las Flores, Michoacán                                                             | 2012                  | 162.400 MHz               | - 10 municipios de Michoacán                                                                             |
| Puebla           | XPUE/001 Puebla        | Cerro del Chalchihuapan, Ocoyucan, Puebla                                                  | 2015                  | 162.475 MHz               | - 41 municipios de Puebla - 34 municipios de Tlaxcala                                                    |
| Morelos          | XMOR/017 El Zapote     | El Zapote, Puente de Ixtla, Morelos                                                        | 2022                  | 162.400 MHz               | - 34 municipios de Morelos                                                                               |
| Morelos          | XMOR/009 Chichinautzin | Cerro Chichinautzin, Huitzilac, Morelos                                                    | 2022                  | 162.475 Mhz               | - 28 municipios de Morelos                                                                               |

### Cobertura en México
La cobertura actual con los transmisores EAS-SAME alcanza el 1.7% del territorio mexicano y las alertas tienen el potencial de llegar a casi 31 millones de personas, lo que representa el 24% de la población total del país.
- Ciudad de México - 16 alcaldías (100% de la entidad)
- Morelos - 35 municipios (100% de la entidad)
- Tlaxcala - 34 municipios (24% de la entidad)
- Estado de México - 49 municipios (24% de la entidad)
- Guerrero - 11 municipios (16% de la entidad)
- Puebla - 41 municipios (12% de la entidad)
- Michoacán - 10 municipios (6% de la entidad)
- Oaxaca - 68 municipios (3% de la entidad)